# Nguyễn Sỹ Cương
Nguyễn Sỹ Cương (sinh ngày 3 tháng 11 năm 1961) là một chính trị gia người Việt Nam. Ông từng là đại biểu Quốc hội Việt Nam khóa 14 tỉnh Ninh Thuận, Phó Chủ nhiệm Ủy ban Đối ngoại của Quốc hội khóa 14 nhiệm kì 2016-2021, Chủ tịch Nhóm nghị sĩ hữu nghị Việt Nam - Thổ Nhĩ Kỳ.
Ông từng là đại biểu Quốc hội Việt Nam khóa 13 thuộc đoàn đại biểu Ninh Thuận, Ủy viên thường trực Ủy ban Đối ngoại của Quốc hội khóa 13.

## Xuất thân
Ông sinh ngày 3 tháng 11 năm 1961, quê quán ở phường Khương Đình, quận Thanh Xuân, thành phố Hà Nội.

## Giáo dục
- Giáo dục phổ thông: 10/10
- Cử nhân Đại học Luật
- Cao cấp lí luận chính trị

## Sự nghiệp
Ông gia nhập Đảng Cộng sản Việt Nam vào ngày 17 tháng 12 năm 1986.
Ông từng là Chánh Thanh tra Bộ Nội vụ Việt Nam.
Ông từng là đại biểu Quốc hội Việt Nam khóa 14 tỉnh Ninh Thuận, Phó Chủ nhiệm Ủy ban Đối ngoại của Quốc hội khóa 14 nhiệm kì 2016-2021, Chủ tịch Nhóm nghị sĩ hữu nghị Việt Nam - Thổ Nhĩ Kỳ (Đại biểu chuyên trách: Trung ương).

## Bê bối

### Vụ tông xe BMW ở Hà Nội 2025
Khoảng 13:00 chiều (GMT+07:00) ngày 30 tháng 5 năm 2025, một chiếc BMW X3 mang biển số 30H-369.09 khi di chuyển trên đường Nguyễn Huy Tự, quận Hai Bà Trưng, Hà Nội đã bất ngờ lao sang làn đường ngược chiều. Chiếc xe vụt lên với tốc độ cao, tông trúng xe máy do người đàn ông chở theo con gái 18 tuổi đi xuôi đường. Chiếc ô tô mất lái đâm vào một gốc cây gần đó, biến dạng phần đầu. Hậu quả, người đàn ông gãy chân, cô gái bị đứt lìa chân phải, chiếc xe máy hư hỏng nặng. Người gây ra tai nạn lập tức được xác định là ông Nguyễn Sỹ Cương, cựu đại biểu Quốc hội khóa 14 kiêm cựu Phó Chủ nhiệm Ủy ban Đối ngoại của Quốc hội. Ông Cương được công an kiểm tra nồng độ cồn và cho ra kết quả “không vi phạm nồng độ cồn”. Sau khi được đưa đi cấp cứu, cô gái qua đời vào rạng sáng ngày 8 tháng 6, một thời gian ngắn trước thời điểm kỳ thi trung học phổ thông quốc gia 2025 diễn ra.
Theo ghi nhận từ báo Dân trí, vụ việc nhanh chóng được chuyển hồ sơ điều tra sang Cơ quan Cảnh sát điều tra, Công an thành phố Hà Nội để thụ lý, làm rõ. Nhưng theo nguồn từ báo Đất Việt và Người Việt, ông Cương trên thực tế đã không bị công bố hình ảnh, không bị bắt giam hay bị khởi tố theo quy định. Điều này đã gây ra sự phẫn nộ trong dư luận vì cách xử lý sự vụ và điều hướng thông tin của chính quyền, nghi ngờ chính quyền muốn cho "chìm xuồng" vụ việc. Số khác đặt câu hỏi về lý do ông sở hữu được chiếc xe BMW hạng sang, trong khi mức lương công chức năm 2025 chỉ rơi vào khoảng "vài trăm đô la" một tháng.